# FK SZKVICS Minszk
A SZKVICS Minszk (Fehérorosz nyelven: Футбольны Клуб СКВІЧ Мінск, magyar átírásban: Futbolni Klub SZKVICS Minszk) egy fehérorosz labdarúgócsapat Minszkben, Fehéroroszországban, jelenleg a fehérorosz másodosztályban szerepel.

## Korábbi elnevezései
- 2000–2001: SZKVICS
- 2001–2008: Lakamativ

2008 óta jelenlegi nevén szerepel.

## Sikerei
- Fehérorosz kupa:

Ezüstérmes: 1 alkalommal (2003)

## Külső hivatkozások
- Hivatalos oldal (oroszul) (2003 óta nem frissült)
- Adatlapja az uefa.com-on (angolul)
- Adatlapja Archiválva 2012. október 9-i dátummal a Wayback Machine-ben a weltfussballarchiv.com-on (angolul)
- Legutóbbi mérkőzései a soccerway.com-on (angolul)
- Adatlapja a football-lineups.com-on (angolul)